# Lupinus suksdorfii
Lupinus suksdorfii är en ärtväxtart som beskrevs av Robinson. Lupinus suksdorfii ingår i släktet lupiner, och familjen ärtväxter. Inga underarter finns listade i Catalogue of Life.